# 短鰭蛇鰻
短鰭蛇鰻，為輻鰭魚綱鰻鱺目糯鰻亞目蛇鰻科的其中一種，分布於西印度洋的馬達加斯加海域，棲息深度355-580公尺，體長可達46.1公分，棲息在底層水域，屬肉食性，生活習性不明。